# A Whiter Shade of Pale
«A Whiter Shade of Pale», título traducido al español como «Con su blanca palidez», es una canción de la banda británica de rock Procol Harum, escrita por Gary Brooker, Keith Reid y Matthew Fisher. Fue número uno en UK Singles Chart el 8 de junio de 1967 y estuvo seis semanas en la clasificación.

## Composición

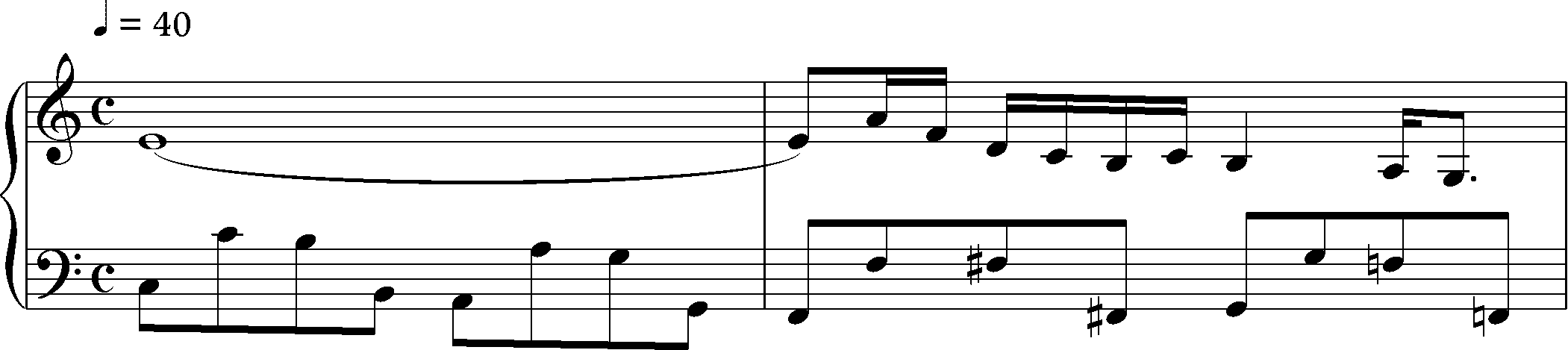
Bach Air de la Suite 3 en D compases 1-2

"A Whiter Shade Of Pale" fue lanzada como sencillo el 8 de junio de 1967 y lideró las listas de canciones más escuchadas de esa época durante seis semanas aproximadamente. Desde entonces se convirtió en un clásico, siendo desde siempre la canción de referencia de Procol Harum y su canción de culto a través de los años.
Poco después de su lanzamiento su distintiva instrumentación inspiró otra canción: «Je t'aime... moi non plus», el polémico dueto de Serge Gainsbourg y Brigitte Bardot, posteriormente regrabado por Gainsbourg con Jane Birkin. Ambas versiones tienen claras similitudes con "A Whiter Shade of Pale".[cita requerida]
Si bien los derechos de autor fueron originariamente atribuidos al cantante Gary Brooker y el letrista Keith Reid, en 2006 un juez dictaminó que se debía compartir el 40% de los mismos con el organista de la banda, Matthew Fisher, por haber compuesto la melodía de la canción en su órgano.
La canción, que desde su publicación en 1967 ha vendido más de 10 millones de copias, está inspirada en Johann Sebastian Bach.

## Versiones
- Sergio Denis, cantante argentino, versión en español («Con su blanca palidez») en Sergio Denis en Wayback Machine  (archivado el 22 de noviembre de 2015). Álbum de 1972.
- Jimmy Castor Bunch, instrumental en 1973.
- Angela Aki, del lado b en Kiss Me Good-Bye sencillo de 青い影 (Pale Shade).
- Roland Alphonso, "Hop Special" rocksteady.
- Michael Bolton, versión en la canción de 1999 álbum Timeless: The Classics Vol. 2.
- Marc Bonilla, incluido 2 versions en 1993 "American Matador" álbum, un Instrumento y un vocal.
- the Box Tops, versión de The Letter/Neon Rainbow LP (November, 1967).
- Sarah Brightman, versión del sencillo "A Whiter Shade of Pale/A Question of Honour" en el 2000 La Luna álbum.
- Richard Clayderman.
- Eric Clapton in a live New Years Eve Performance with Ringo Starr on the CD Trusted Servants and a Beatle.
- Joe Cocker.
- Donato y Estéfano en su álbum Entre La Línea del Bien y La Línea del Mal de 1997
- King Curtis, jazz/blues.
- Alton Ellis, rocksteady.
- Charly García, versión en español.
- Gov't Mule, arreglo rock.
- Grand Slam, una banda formada por Phil Lynott en el álbum en directo Live in Ireland 1984.
- Sammy Hagar.
- HSAS, interpretaron una versión rock en el álbum Through the Fire.
- Glenn Hughes
- Engelbert Humperdinck en su álbum del 2007 The Winding Road.
- David Lanz, con Matthew Fisher con órgano Hammond, interpretaron una versión instrumental.[3]
- Annie Lennox, versión mejorada de su segundo sencillo de su álbum Medusa, bubbling under los Hot 100 sencillos en Estados Unidos. El video de esta versión fue dirigido por la propia cantante y Joe Dyer.
- R. Stevie Moore, on his 2004 álbum Tra La La La Phooey!.
- Mariano Moreno, lounge version, released on Ultra-Lounge - On The Rocks, part one.
- Willie Nelson & Waylon Jennings, country.
- New York Rock Ensemble, on their 1972 álbum Freedomburgr.
- Doro Pesch, Rocksängerin auf dem Album "Force Majeure" (1989).
- Dan Reeder.
- Buddy Richard, realizó una versión española que incluyó en el LP Buddy Richard', en vivo en el Astor.
- Johnny Rivers, pop.
- Tommy Sands, (not the American) on To Shorten the Winter: An Irish Christmas.
- Helge Schneider, funky free jazz.
- Percy Sledge, R&B.
- Wailing Souls, reggae.
- Big Jim Sullivan, 1968 RPM Records UK. Recently re-released on the Asian Lounge (vol 2) range from Irma Cafe.
- Bonnie Tyler, en su álbum de 1981 Goodbye to the Island.
- Zakk Wylde y Black Label Society versión en el disco Hangover Music Volume VI
- Elliott Yamin, iTunes pista bono de 2007 Elliott Yamin álbum.
- Justin Hayward.
- Munich Machine. A whiter shade of pale. 1978. Producido por Giorgio Moroder.
- P.C.P. (Punxi Com Punxi), versión mákina. Escrito por David F. Linares, Miguel Gómez y Manu Rodríguez en el año 2000.
- José Luis Rodríguez "El Puma" versión en español en la película "La casa de mi padre"
- Los Impala, ¨Con tu Blanca Palidez¨ Álbum Los Impala, 1968. Grupo de Rock de Venezuela (1959-1970) Álbum bajo Sello Marter (España)
- Three Dog Night
- Los Rebeldes "Con su Blanca Palidez. CD Básicamente"
- Arena, Cartagena Rock, 1981. Versión Juan Manuel Ronda.
- Sergio Mella, «A Whiter Shade Of Pale»¨ Álbum "Piano In Love" de 2017.
- Santana & Steve Winwood Álbum «Blessings and Miracles» (2021).

Además una versión instrumental de "Lafayette" del disco "Presenta los Exitos volumen 2" del año 1967.